# Nadya Derado
Nadya Derado (* 30. September 1967 in Stanford, Kalifornien) ist eine deutsche Regisseurin und Drehbuchautorin.
Die Tochter eines Kroaten und einer Deutschen studierte nach dem Abitur zunächst Chemie und machte 1991 ihr Diplom. Danach studierte sie Filmregie an der Deutschen Film- und Fernsehakademie Berlin und schrieb Drehbücher zu den Filmen Sniper und Bosnien Story. 2001 war sie Co-Autorin des Kinofilms Pigs Will Fly von Eoin Moore. 2003 hatte sie ihr Kinofilmdebüt als Regisseurin mit dem Film Yugotrip mit Stipe Erceg in der Hauptrolle und Benjamin Dernbecher als Kameramann. Derado verarbeitet in ihrem Werk vorwiegend den Jugoslawien-Konflikt und dessen Auswirkungen auf die heutige Generation und Jugend. Derado hat zwei Kinder und lebt in Berlin. Der Jazzmusiker Tino Derado ist ihr Bruder.